# 梦里人 (漫画)
《梦里人》是姚非拉的漫畫，1995年在《北京卡通》诞生连载，1999年被中央电视台改拍成动画片。作者自己开始创作該漫畫时还有助手，但是后来赚不到钱所以助手走人。创下了中国内连载时间最长纪录。